# Gustavo Arrieta (futbolista)
Gustavo Arrieta (San Luis, Argentina, 27 de octubre de 1984) es un exfutbolista argentino.

## Clubes
| Club                    | País      | Año         |
| ----------------------- | --------- | ----------- |
| Estudiantes de San Luis | Argentina | 2011 - 2014 |

## Palmarés
| Título              | Club                 | País      | Año  |
| ------------------- | -------------------- | --------- | ---- |
| TDI 2012            | Sportivo Estudiantes | Argentina | 2012 |
| Argentino B 2012/13 | Sportivo Estudiantes | Argentina | 2013 |
| Federal A 2014      | Sportivo Estudiantes | Argentina | 2014 |